# Ансио, Александр Егорович
Александр Егорович (Георгиевич, Гаврилович) Ансио (1776—1830) — российский командир эпохи наполеоновских войн, генерал-майор Русской императорской армии.

## Биография
Александр Ансио родился в 1776 году в дворянской семье, сын коллежского асессора. Окончил Артиллерийский и инженерный шляхетский кадетский корпус, 21 августа 1794 выпущен в артиллерию в чине штык-юнкера. 
В 1805 году в чине майора участвовал в битве под Аустерлицем, был ранен в пятку и попал в плен. В 1806 году освобождён по обмену. 19 февраля 1807 года произведён в подполковники. Принял участие в кампании 1807 года в составе 7-й артиллерийской бригады, отличился в сражениях при Прейсиш-Эйлау, Гейльсберге, Фридланде.
21 декабря 1807 года назначен командиром 12-й артиллерийской бригады с производством в полковники.
Участвовал в русско-турецкая войне 1806—1812 гг. За храбрость при взятии Базарджика Ансио 22 июня 1810 года был пожалован в генерал-майоры и 26 июня 1810 года награждён орденом Св. Георгия 4-го кл. 
в воздаяние отличного мужества и храбрости, оказанных 22 мая против турок при штурме города Базарджика, где под сильным огнём с неприятельских батарей, по данному приказанию построил с чрезвычайною расторопностью свою батарею и действовал орудиями столь удачно, что неприятель, производящий сильную канонаду, принужден был в своих укреплениях замолчать и первая кинутая бомба в Сераскирской редут привела неприятеля в крайнее замешательство.
16 февраля 1812 года награждён орденом Святого Георгия 3-го класса 
в ознаменование отличного мужества и храбрости, оказанных в сражениях против турецких войск после перехода на правый берег Дуная.
В период Отечественной войны 1812 года участвовал в составе 3-й армии в боях на Волыни, на реке Березина и в преследовании неприятеля до Вильно. С конца 1812 года командовал лёгкими артиллерийскими ротами Резервной армии. 
С 5 июня 1816 года возглавлял артиллерию 7-го корпуса. В 1817 году уволен в связи со злоупотреблениями его подчинённых при закупках лошадей для артиллерийских парков. Позднее прощён и в 1824 году вновь принят на службу, с 26 марта 1825 года - начальник гарнизонов Старофинляндского артиллерийского округа.
Александр Егорович Ансио скончался 7 июля 1830 года в городе Выборге.